# Blaupitta
Die Blaupitta (Hydrornis cyaneus) ist ein Sperlingsvogel aus der Gattung Hydrornis innerhalb der Familie der Pittas (Pittidae). Sie kommt in Südostasien vor. Es werden drei Unterarten unterschieden.
Die Bestandssituation der Blaupitta wird von der IUCN mit nicht gefährdet (least concern) eingestuft.

## Beschreibung

### Körpermaße und Körperbau
Die Blaupitta erreicht eine Länge von 22 bis 24 Zentimetern und ein Gewicht von 99 bis 120 Gramm. Die Körperform ist typisch für Arten aus der Familie der Pittas. Die Beine sind hoch und kräftig. Der Stummelschwanz wirkt wie abgeschnitten. Der Schnabel ist mittellang und geringfügig nach unten geboten. Der Kopf ist proportional zum Körper groß, der Hals dagegen so kurz, dass die Blaupitta die für Pittas typische gedrungene Gestalt hat. Die Flügel sind kurz und abgerundet. Sie ragen anders als bei vielen anderen Pittas aber nicht über die Steuerfedern hinaus. Es besteht ein geringfügiger Geschlechtsdimorphismus.
Bei beiden Geschlechtern ist der Schnabel schwarz. Die Iris ist dunkelbraun. Die Beine und Füße sind blass bläulich-violett.

### Männchen

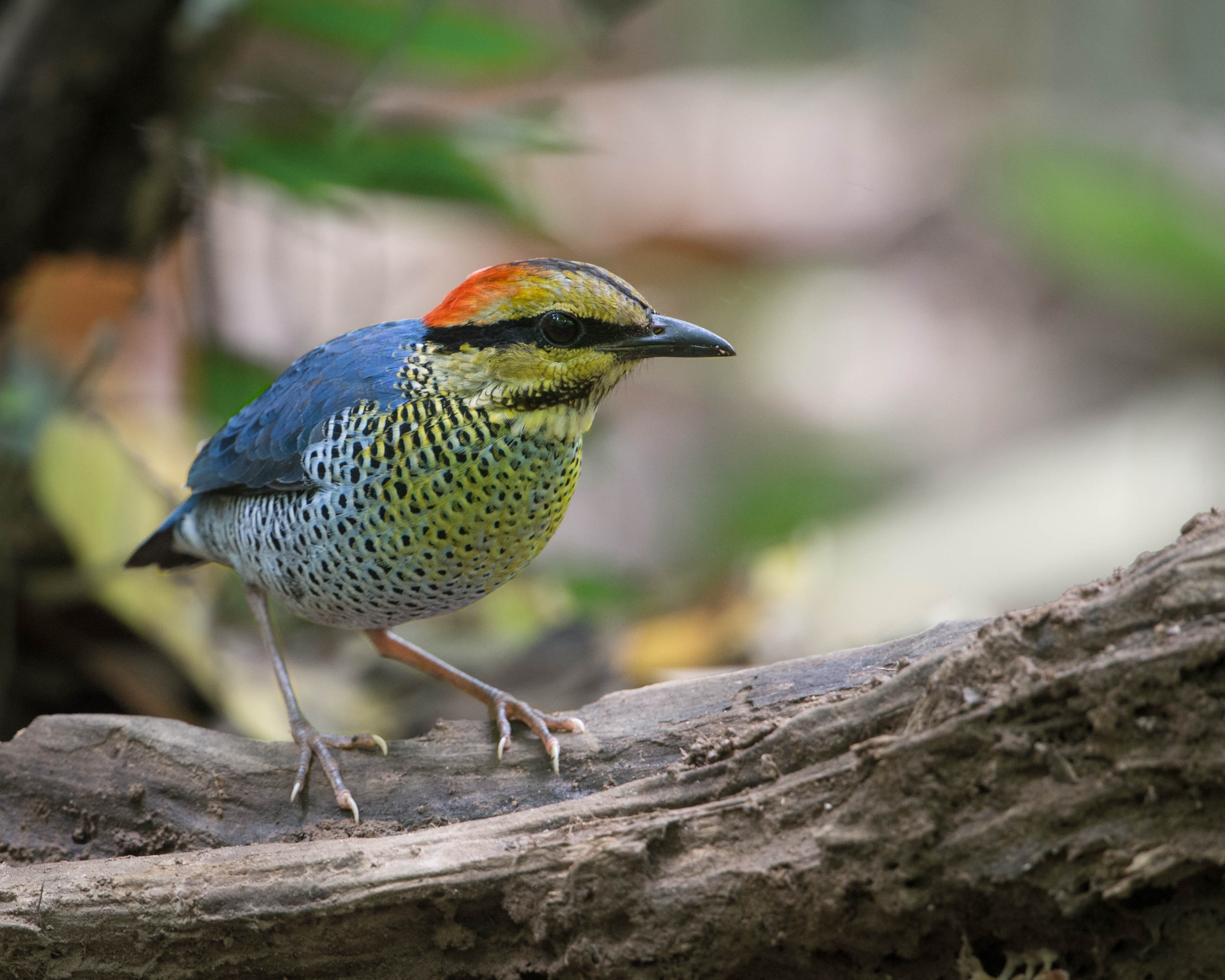
Blautpitta, Thailand

Bei den Männchen sind die Stirn und der vordere Scheitel graubraun mit einem leicht grünlichen Ton. In der Mitte verläuft ein dünner schwarzer Strich. Der hintere Scheitel und der Nacken gehen in ein Rotorange über. Die Nackenfedern sind leicht verlängert. Ein breiter schwarzer Streif verläuft von der Schnabelbasis über das Auge bis in den Nacken. Die Ohrdecken sind  graugrün. Die übrige Körperoberseite ist blau. Die Handschwingen sind schwarz, wobei die vierte bis zehnte Handschwinge jeweils einen weißen Punkt haben, der im Flug sichtbar ist, bei zusammengefalteten Flügeln aber kaum auffällt. Die Armschwingen sind schwarz, wobei die ersten beiden Schwingen jeweils fein weiß gesäumt sind und die übrigen einen leicht bläulichen Ton haben.
Das Kinn und die obere Kehle sind weißlich mit schwarzen Flecken. Der Bartstreif ist schwarz mit feinen weißlichen Flecken. Die untere Kehle ist gelbgrün ohne weitere Abzeichen. Die Brust, die Flanken und die Bauchseiten sind blass graublau mit feinen schwarzen Flecken und Querbändern. Die Querbänderung ist am auffälligsten auf den Flanken. Die Brust ist in der Mitte grünlich überwaschen. Die Bauchmitte und die Unterschwanzdecken sind dagegen weißlich. Das Schwanzgefieder ist dunkelblau.

### Weibchen
Die Weibchen sind ähnlich wie die Männchen gefärbt, sind insgesamt aber etwas matter. Der Streif, der von der Schnabelmitte über den Scheitel verläuft, ist bei ihnen dunkelbraun und nicht schwarz wie bei den Männchen. Bei einigen Weibchen ist er außerdem nur angedeutet. Die Rottönung des Nackens ist weniger intensiv. Der Rücken und der Bürzel sind matt blaugrün bis olivgrün. Klarere Blautöne finden sich nur auf dem Mantel. Die Körperunterseite ist blasser als bei den Männchen. Das Schwanzgefieder und die Unterschwanzdecken sind dagegen wie bei den Männchen gefärbt.

## Verbreitungsgebiet der Unterarten

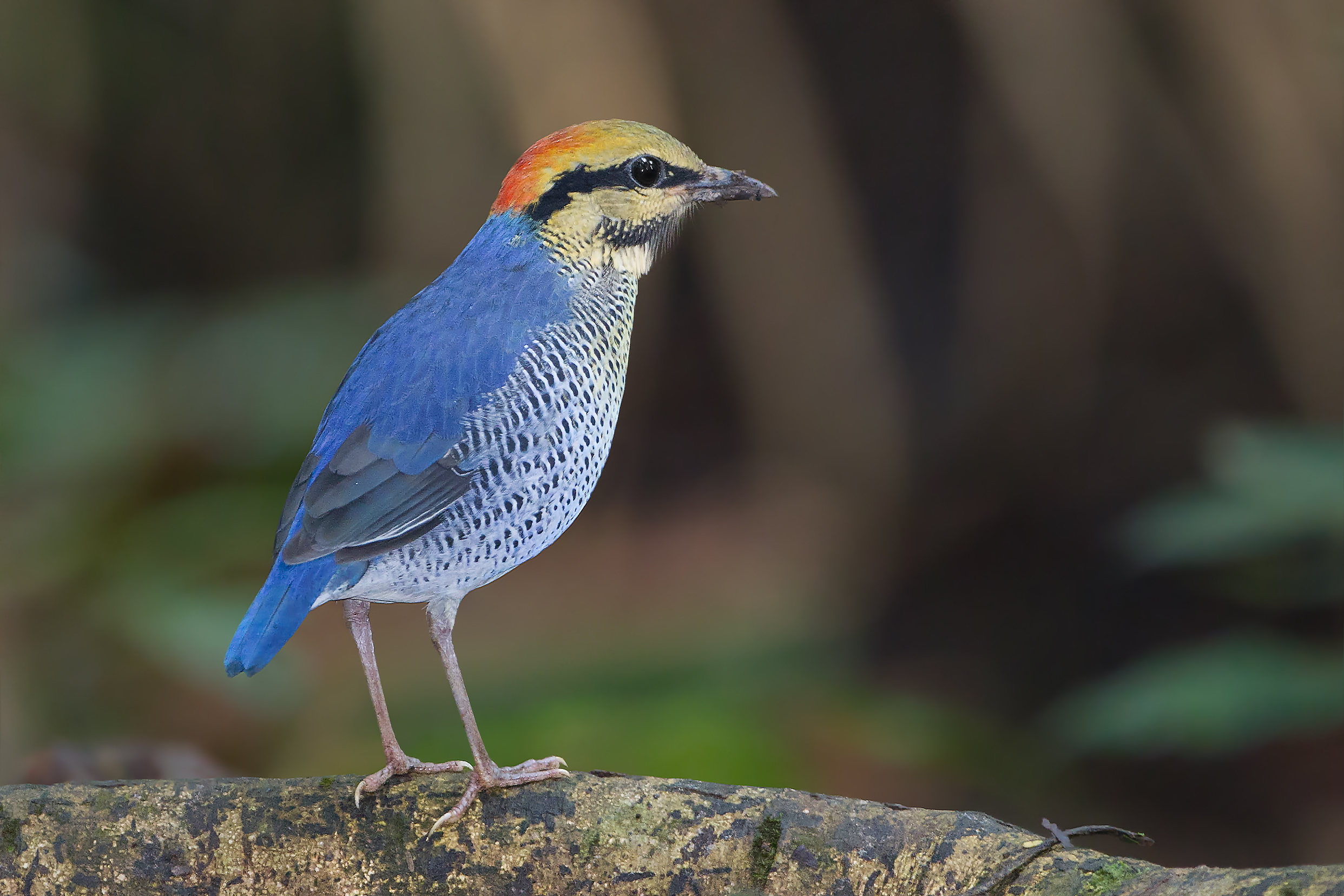
Blaupitta, Thailand

Es werden die folgenden drei Unterarten unterschieden:
- H. c. cyaneus (Blyth, 1843) – Nordosten von Indien (Assam und Arunachal Pradesh) sowie von Myanmar bis in den Süden von Yunnan. In südlicher Richtung erstreckt sich das Verbreitungsgebiet bis zum Tenasserim-Gebirge im Süden von Thailand sowie über den Norden von Laos sowie Vietnam. Vereinzelt wird diese Unterart auch im Osten von Bangladesch beobachtet.
- H. c. aurantiacus (Delacour & Jabouille, 1928) – Südosten von Thailand und Südwesten von Kambodscha
- H. c. willoughbyi (Delacour, 1926) – Zentralgebiet von Laos bis in den Süden von Annam.

## Lebensraum
Der Lebensraum der Blaupitta sind Regenwälder (Primär- und Sekundärwälder). Typisch für sie sind sehr feuchte Regenwälder, die reich an steilen Schluchten sind und die auf dem Grund Felsen mit einem Bewuchs an Moos, Farnen und Orchideen aufweisen. Sie wird gelegentlich auch in Baumbusdickichten beobachtet. Ihre Höhenverbreitung reicht in Myanmar und China von den Tiefebenen bis in Höhenlagen von 1830 Metern, wobei sie in China über 1500 Höhenmetern selten ist. In Indien kommt sie vereinzelt auch noch in Höhenlagen von 2000 Metern vor. In Thailand kommt die Blaupitta auch in trockeneren Wäldern vor, wobei sie hier fast ausschließlich Primärwälder besiedelt.

## Lebensweise
Die Blaupitta ist ein scheuer Bodenbewohner, der nur selten auffliegt und bei Gefahr zu Fuß das dichte Unterholz aufsucht. Während der Brutzeit ist sie sehr ruffreudig. Das Nahrungsspektrum umfasst Insekten, Würmer und Schnecken, die sie findet, indem sie die Blattschicht auf dem Boden durchwühlt. Sie gräbt auch ähnlich wie eine Drossel mit dem Schnabel im Boden.
Die Brutzeit fällt in den Zeitraum von April bis Oktober. Das Nest wird aus Bambusblättern und Wurzeln gebaut. Es ist überwölbt und hat an der Seite den Eingang ins Nestinnere. Die meisten Nester werden auf dem Boden errichtet. Mitunter stehen sie jedoch auch auf einem Felsen oder einem Baumstumpf. Das Gelege besteht aus vier bis fünf Eiern. Beide Elternvögel sind an der Brut und der Aufzucht der Jungvögel beteiligt. Brutdauer und Nestlingszeit sind bislang nicht genauer untersucht.

## Einzelbelege
1. 1 2   Handbook of the Birds of the World zur Blaupitta, aufgerufen am 18. Juni 2017
2. 1 2   Erritzøe & Erritzøe: "Pittas of the World". S. 54.
3. 1 2   Erritzøe & Erritzøe: "Pittas of the World". S. 55.
4. 1 2   Erritzøe &E rritzøe: "Pittas of the World". S. 56.